# جورج منصور
جورج منصور هو سياسي عراقي، ولد في 25 ديسمبر 1952.